# Sayuri Yoshii
Pour les articles homonymes, voir Yoshii.
Sayuri Yoshii (吉井 小百合, Yoshii Sayuri) née le 28 novembre 1984 à Koshoku, est une patineuse de vitesse japonaise. Aux Jeux olympiques d'hiver de 2010 disputés à Vancouver, elle a terminé à la cinquième place du 500 mètres, puis obtient la médaille d'argent aux Championnats du monde de sprint.

## Palmarès
- Championnats du monde de sprint
  -  Médaille d'argent en 2010 à Obihiro

- Coupe du monde
  - 2 victoires